# Staten Island
Staten Island  é um burgo na cidade americana de Nova Iorque, coextensivo com o condado de Richmond, no estado americano de Nova Iorque. É ligado ao Brooklyn pela Ponte Verrazano-Narrows e a Jersey City pela Ponte Goethals. Chamado de "O 'borough' esquecido", uma vez que é o mais distante deles de Manhattan, e o único não ligado diretamente a esta; esta uma das razões que levaram os prefeitos anteriores a ostracizar o borough.
Em 1980 surgiram os movimentos que desejavam secessão com a cidade de Nova Iorque; num referendo em 1993, 65% votou a favor da separação, que todavia não foi aceita pela assembleia estadual.  Foi fundado em 1661.
O condado tem uma área de 265 km², com uma população de 468 730 habitantes e densidade populacional de 3 100,53 hab/km², segundo o censo nacional de 2010.